# Municipio de Berkeley (Nueva Jersey)
El municipio de Berkeley (en inglés: Berkeley Township) es un municipio ubicado en el condado de Ocean  en el estado estadounidense de Nueva Jersey. En el año 2010 tenía una población de 41,255 habitantes y una densidad poblacional de 285 personas por km².

## Geografía
El municipio de Berkeley se encuentra ubicado en las coordenadas 39°56′45″N 74°11′24″O / 39.94583, -74.19000.

## Demografía
Según la Oficina del Censo en 2000 los ingresos medios por hogar en el municipio eran de $32,134 y los ingresos medios por familia eran $40,208. Los hombres tenían unos ingresos medios de $41,643 frente a los $28,640 para las mujeres. La renta per cápita para la localidad era de $22,198. Alrededor del 5.4% de la población estaba por debajo del umbral de pobreza.